# CHKB
CHKB (англ. Choline kinase beta) – білок, який кодується однойменним геном, розташованим у людей на короткому плечі 22-ї хромосоми. Довжина поліпептидного ланцюга білка становить 395 амінокислот, а молекулярна маса — 45 271.
| 10         |  | 20         |  | 30         |  | 40         |  | 50         |
| ---------- |  | ---------- |  | ---------- |  | ---------- |  | ---------- |
| MAAEATAVAG |  | SGAVGGCLAK |  | DGLQQSKCPD |  | TTPKRRRASS |  | LSRDAERRAY |
| QWCREYLGGA |  | WRRVQPEELR |  | VYPVSGGLSN |  | LLFRCSLPDH |  | LPSVGEEPRE |
| VLLRLYGAIL |  | QGVDSLVLES |  | VMFAILAERS |  | LGPQLYGVFP |  | EGRLEQYIPS |
| RPLKTQELRE |  | PVLSAAIATK |  | MAQFHGMEMP |  | FTKEPHWLFG |  | TMERYLKQIQ |
| DLPPTGLPEM |  | NLLEMYSLKD |  | EMGNLRKLLE |  | STPSPVVFCH |  | NDIQEGNILL |
| LSEPENADSL |  | MLVDFEYSSY |  | NYRGFDIGNH |  | FCEWVYDYTH |  | EEWPFYKARP |
| TDYPTQEQQL |  | HFIRHYLAEA |  | KKGETLSQEE |  | QRKLEEDLLV |  | EVSRYALASH |
| FFWGLWSILQ |  | ASMSTIEFGY |  | LDYAQSRFQF |  | YFQQKGQLTS |  | VHSSS      |

A: Аланін

C: Цистеїн

D: Аспарагінова кислота

E: Глутамінова кислота

F: Фенілаланін

G: Гліцин

H: Гістидин

I: Ізолейцин

K: Лізин

L: Лейцин

M: Метіонін

N: Аспарагін

P: Пролін

Q: Глутамін

R: Аргінін

S: Серин

T: Треонін

V: Валін

W: Триптофан

Кодований геном білок за функціями належить до трансфераз, кіназ. 
Задіяний у таких біологічних процесах, як метаболізм ліпідів, біосинтез ліпідів, ацетилювання, альтернативний сплайсинг. 
Білок має сайт для зв'язування з АТФ, нуклеотидами. 